# Aleksandra Bukowska-McCabe
Aleksandra Bukowska-McCabe (nascida em 1977 em Varsóvia) é uma diplomata polaca.

## Biografia
Bukowska-McCabe em 2002 formou-se em estudos hebraicos na Universidade de Varsóvia. Em 2008, ela obteve o grau de PhD na Faculdade de Estudos Orientais da Universidade de Varsóvia, apresentando a tese sobre Beta Israel.
Em 2004, após os seus estudos na Academia Diplomática do Ministério das Relações Externas (MRE), ela ingressou no Departamento do MRE da África e Médio Oriente. Entre 2005 e 2010, ela actuou como Primeira Secretária na Embaixada da Polónia em Tel Aviv. De 2010 a 2014, ela foi Chefe do Processo de Paz do Médio Oriente, Unidade de Israel e Palestina do Departamento de África e Médio Oriente, MRE. Em fevereiro de 2014, ela foi nomeada Representante da República da Polónia na Autoridade Nacional Palestiniana. Ela encerrou o seu mandato em 31 de julho de 2019.